# Mystic Messenger
Mystic Messenger (En Hangul: 수상한메신저|. En español: Mensajero Místico) es una novela visual desarrollada por Cheritz. Desde el 8 de julio de 2016 está disponible para Android y desde el 18 de agosto del mismo año para iOS. Mystic Messenger es un "juego que utiliza una aplicación de mensajería de modo interactivo para narrar una historia". Está disponible tanto en coreano como en inglés y Español.

## Argumento
En Mystic Messenger, el jugador toma el rol de un personaje femenino cuyo nombre no está predeterminado y se le puede cambiar en cualquier momento. El personaje principal femenino, a menudo también llamada MC, heroína, o sencillamente protagonista, descarga una aplicación misteriosa que la lleva a vivir en un apartamento cerrado y protegido, propiedad de una joven llamada Rika, que es también la fundadora de una organización caritativa conocida como RFA (Rika's Fundraising Association). Gracias a la aplicación la protagonista conoce a seis personas nuevas (Los miembros restantes de RFA) y se le encarga organizar la tercera fiesta de la asociación, para lo cual debe mandar correos electrónicos a distintas personas para que quieran acudir y aportar su dinero. La protagonista, además, puede escoger a uno de los cuatro intereses amorosos y uno amistoso, disponibles en distintos modos de la historia (Yoosung Kim, Jaehee Kang, ZEN, Jumin Han, 707/Luciel/Saeyoung), cada cual con su propia ruta e historia, y con cada una de ellas se irá descubriendo más información sobre RFA y la verdad que se oculta tras los misteriosos acontecimientos en el juego.

## Mecánica del Juego
El juego está dividido en varias partes: 
1. Historia original: Aquí es donde se progresa con el juego. Se pueden seleccionar tres modos de juego: Casual Story (Historia Casual), Deep Story (Historia Profunda) y Another Story (Otra Historia). Jugando a la Casual Story se puede conseguir las rutas de Zen, Yoosung, o Jaehee, en la Deep Story la elección es entre 707 o Jumin y en la Another Story entre V o Ray.

En la historia original encontramos:
Sala de chat
Aquí es donde tiene lugar la conversación principal y donde todas las elecciones del jugador afectan a la trama.  En algunos momentos de las rutas podemos encontrar también partes en estilo novela visual narrados en primera o tercera persona.
Mensajes de texto
Toma la forma de un sistema normal de mensajería. Es solamente un añadido que proporciona más diversión, puesto que realmente las elecciones hechas aquí no afectan a la trama. No obstante, el jugador puede obtener corazones, corazones rotos, o nada, dependiendo de lo que se elija responder. Los mensajes tienen un tiempo límite y al pasarse ya no se pueden responder.
Llamadas de teléfono
Los jugadores pueden recibir llamadas entrantes de uno de los cinco personajes después de algunas conversaciones o tras las novelas visuales. El teléfono suena durante 10 segundos. Si el jugador no lo coge durante ese plazo, la llamada quedará como perdida, pero la mayoría de ellas podrán devolverse tras una nueva conversación mediante el uso de cinco relojes de arena. Los jugadores también pueden llamar a los personajes en momentos concretos usando relojes de arena, pero no siempre cogerán las llamadas. Si están ocupados al jugador le saltará el buzón de voz. 
Correos electrónicos
Para que la fiesta sea un éxito y conseguir así un buen final, es necesario que vayan tantas personas a la fiesta como sea posible. Para invitarlos, el jugador tiene que contestar a las preguntas que estos le hacen por correo electrónico. Respondiendo a sus tres preguntas correctamente se asegura su asistencia.
Galería
En ella podemos encontrar las imágenes que los personajes nos han enviado y las conseguidas en algunas partes de modo novela visual.
Estado
Aquí puedes ver las imágenes de perfil y los estados de los cinco personajes.  Van cambiando a medida que pasa el tiempo.
Ajustes
Aquí se pueden cambiar los ajustes del juego, como el nombre del personaje principal o su imagen de perfil. También se puede guardar o cargar una partida, pero esto costará cinco relojes de arena. Además, es posible cambiar los ajustes de sonido, los tonos de llamada, la información de la cuenta, etc.
Carga
Aquí es donde se carga, se desbloquea, o se elimina un archivo de guardado.
After Endings
En los After Endings (Lit. Finales Después) tras conseguir un final bueno en una ruta, podremos desbloquear una pequeña historia usando 50 relojes de arena acerca del personaje cuya ruta nos hemos pasado. Aparte de los After Endings de la historia original hay un After Ending con motivo de San Valentín por cada personaje, también desbloqueables con 50 relojes de arena. El DLC de Navidad también incluye sus propios After Endings. 
Extra
Aquí se puede consultar el álbum de fotos, los invitados que se han conseguido y el historial de conversaciones y llamadas. Se desbloquea de forma permanente cuando se consigue por primera vez un final.
- La sección de fotos está dividida por personaje y un "varios", es decir, una foto de ZEN, independientemente que sea obtenida en la ruta de Jaehee, irá en la carpeta ZEN. La carpeta de "varios" contiene todas las otras imágenes que no se pueden clasificar.[5]

Especial:
Esta parte fue añadida en diciembre con la actualización de Navidad y contiene historias aparte de la original, como el DLC de Navidad o el del Día de las bromas de abril. 
Cada ruta dura once días. El primer día conforma el prólogo, los tres días siguiente son la "ruta común", luego hay seis días de ruta de personaje y el último día es la fiesta. El juego se desarrolla en tiempo real, recibiendo mensajes de texto, llamadas y notificaciones de nuevos chats. Durante las conversaciones de los primeros cuatro días, el jugador puede elegir las respuestas que crea que le harán ganarse el corazón y la simpatía del personaje del que se quiera hacer la ruta (esta simpatía se representa mediante iconos con forma de corazón). Al final del cuarto día, el jugador encontrará un mensaje de advertencia. A partir de aquí el juego se ramifica y el jugador entrará en una ruta o conseguirá uno de los finales malos, todo dependiendo de los corazones acumulados y su participación en los chats durante esos cuatro días. 
Durante la ruta el jugador encontrará tres mensajes de advertencia más en días diferentes. Igual que con la advertencia del cuarto día, con las demás también conseguiremos progresar en la historia u obtener un final malo, dependiendo de las elecciones que el jugador haya tomado y su participación en los chats. 
Cada ruta tiene un final bueno, un final normal, tres finales malos y dos finales de mala relación (que se producen cuando no se están consiguiendo corazones suficientes del personaje cuya ruta se está haciendo). Además, sin haber entrado en ninguna ruta, también se puede conseguir un final malo en el prólogo y tras la advertencia del cuarto día. Para conseguir un final bueno, el jugador primero tiene que entrar en una ruta, superar todas las advertencias con éxito y conseguir que al menos diez invitados acudan a la fiesta. Para obtener el final normal la única diferencia es que el jugador haya fracasado y nueve o menos invitados se presenten a la fiesta. Para obtener un final malo al final de la ruta, el jugador tiene que escoger las opciones pesimistas o ser mala persona con los personajes. Es posible conseguir un final de mala relación no obteniendo suficientes corazones con el interés amoroso o no participando en los chats. Después del final bueno de cada ruta, se podrá desbloquear permanentemente utilizando 20 relojes de arena un after ending de cada personaje. El final bueno de 707 también desbloquea el acceso al "Final secreto", en el cual se descubren más secretos detrás de las organizaciones RFA y Mint Eye. 
Mystic Messenger cuenta con una moneda de juego que son los relojes de arena. Estos relojes de arena permiten al jugador acceder a charlas que ha perdido (Tienen un tiempo limitado), cargar una partida guardada, desbloquear after endings, finales secretos, más espacio para guardar partidas y contenido especial, hacer llamadas o repetir llamadas perdidas. Estos relojes se pueden conseguir aleatoriamente en los chats, leyendo por primera vez la historia de los invitados a la fiesta desbloqueados, intercambiando 100 corazones por un reloj o comprándolos con dinero real. Las actualizaciones también añaden relojes de arena (Normalmente 10). Los corazones son otro tipo de moneda dentro del juego, puesto que 100 corazones se pueden convertir en un reloj de arena.  El jugador puede adquirir corazones escogiendo opciones en los chats y en los mensajes (Pero no todas las opciones dan corazones y algunas dan corazones rotos) o tocando el icono de la bolsa de Honey Buddha Chips localizado abajo del todo del menú de la historia original una vez que el icono de nave espacial haya llegado hasta él. 
En diciembre de 2016, Cheritz añadió una sección nueva de "contenido especial" al juego. Este contenido cuenta con historias aparte de la historia original que se pueden comprar también con relojes de arena. Los DLC contienen nuevos chatrooms, mensajes, llamadas de teléfono, tonos de llamada, música de fondo nueva y distintos finales. El DLC de Navidad se añadió el 19 de diciembre de 2016 y sigue disponible incluso después de Navidad. El DLC del Día de las bromas de abril está disponible desde el 21 de marzo de 2017.
A principios de febrero de 2017, Cheritz añadió cinco after endings con motivo de San Valentín que pueden ser desbloqueados por 20 relojes de arena cada uno.
A mediados de julio de 2017, Cheritz anunció un nuevo modo de juego llamado Another Story (Lit. Otra Historia) el cual contiene una nueva ruta para el personaje V y otra para Ray/Saeran

## Personajes
La siguiente romanización del coreano sigue la que aparece oficialmente en la versión en inglés del juego y puede ser diferente de la pronunciación habitual.
Esta parte contiene spoilers del juego.

### Personajes principales
MC o Protagonista
El jugador toma su rol y le elige un nombre y un avatar personalizado. No tiene nombre por defecto, no puede quedarse sin nombre y no se le puede poner un nombre con demasiados caracteres o el juego no funcionará correctamente. Después de convertirse en miembro de RFA y empezar a vivir en el apartamento de Rika,  toma la función de esta y organiza la fiesta que los demás miembros llevan tanto anhelando.[cita requerida] Cuando otros personajes le hablan al jugador por voz, como en las llamadas, usarán varias formas de "tú" que existen en el idioma coreano.
Al tratarse del personaje jugable, la protagonista no tiene una historia fija, y el jugador puede escoger la opción que prefiera sin que afecte a la historia cuando otros personajes le pregunten por su pasado. Se pueden escoger cinco avatares por defecto con distintos aspectos, pero en las imágenes de las partes de novela visual siempre aparece como en la primera imagen por defecto, con largo y sedoso pelo marrón, y los ojos escondidos.
Jumin Han
Voz de: Yongwoo Shin
Jumin Han (한주민, Han Ju-min) heredero de 27 años de C&R Internacional, la compañía dirigida por su padre. Siempre está de viaje empresarial, le gusta llevar esmoquin y no está acostumbrado a la comida de la gente común. Jumin es, también, un amante de los gatos y piensa que estos son los únicos que lo entienden y le son leales. Jumin tiene una gata persa llamada Elizabeth III y odia que la gente le ponga apodos, especialmente 707. Debido a su muy privilegiada educación, Jumin tiene una perspectiva muy diferente del mundo, lo cual a menudo le crea conflictos con Zen. Su cumpleaños es el 5 de octubre. 
Independientemente de esto, no parece preocuparse particularmente por lo que otros puedan pensar de él, pero cuando algún miembro de RFA está en problemas no duda en utilizar su autoridad para ayudarlos. Su mejor amigo desde la infancia es V, líder de RFA .
Zen
Voz de: Jang Kim
Zen (estilizado como ZEN) es el nombre artístico de Hyun Ryu (류현, Lyu Hyeon), un actor de musicales de 23 años. Tiene la piel pálida y el cabello blanco, implicando que es un albino. A pesar de ser un narcisista debido a su cara bonita (al punto de sacarse selfies y compartirlas en el messenger proclamando lo guapo que es),  quiere que la gente lo valore por sus habilidades, no por su belleza. Zen no se lleva bien con Jumin, salta a la mínima con cualquier cosa que tenga que ver con él y le apoda "niño rico pijo". También rechaza cualquier ayuda de él porque le recuerda a su hermano. Zen es también muy protector con los otros miembros, especialmente con la protagonista, a la que siempre le advierte que tenga cuidado con los chicos porque son unos lobos.
Zen es el hijo más joven de su familia, la cual consiste en su padre, su madre y su hermano mayor. Al ser una familia conservadora, sus padres querían que sus hijos tuvieran un trabajo estable en vez de uno relacionado con la música. Debido a la cara bonita de Zen desde que era pequeño, sus padres temían que quisiera convertirse en un artista en vez de en abogado o médico, así que siempre le decían que era feo y solo su hermano lo defendía. Después de descubrir que su hermano le había "traicionado", se va de casa y empieza a vivir solo. Esto lo lleva a odiar a las personas que tienen privilegios desde pequeños, como Jumin. Zen se unió a RFA después de que Rika, que fue una de sus primeras fanes, lo invitase.Su cumpleaños es el 1 de abril
707
Voz de: Yeong Seon Kim
707, o Luciel Choi (최 루시엘, Choi Lusiel), es un genio de 21 años que trabaja como hacker y agente secreto. Es también el que desarrolló la aplicación de mensajería que usan los miembros de RFA. 707, al que también llaman Seven, es un autoproclamado devoto católico a quién le encanta comer comida basura (Especialmente Ph.D. Pepper y Honey Buddha Chips). Tiene una actitud bromista y algo pícara, y ama los gatos a su manera única y especial. Tiende a hablar en una manera muy extraña que ningún otro miembro puede entender excepto la protagonista. Sus hobbys incluyen coleccionar coches de deportes y su casa está tan protegida que para pasar su seguridad se necesita consultar un diccionario de árabe. A pesar de su alegre, despreocupada y extrovertida personalidad, siempre advierte a los otros miembros que mantengan la distancia con él debido a su trabajo como agente secreto. El hiere sus sentimientos intencionadamente para que no sufra cuando tenga que desaparecer debido a su peligroso trabajo. 707 es el personaje que con más frecuencia rompe la cuarta pared.
707, cuyo nombre de nacimiento es Saeyoung Choi (최세영, Choi Se-yeoung), creció con su hermano gemelo Saeran Choi en una casa tóxica. Eran niños ilegales (en los registros no aparecía que hubiesen nacido) cuyo padre era candidato para la elección presidencial en aquel tiempo. Si salía a la luz la existencia de Saeyoung y su hermano, esto podía causar el final de su carrera. Esto hizo que su madre, a la que la circunstancia le había causado caer en depresión, lo chantajease con hablar de los niños si no recibía dinero para mantenerlos. No obstante, ella no los quería, solo los mantenía para seguir recibiendo el dinero, y los tenía encerrados en casa. Al ser el más sano de los dos gemelos, al joven Saeyoung lo mandaban a hacer algunos recados. En su camino a casa se encontraba con algunas personas en una iglesia católica, entre ellas Rika quién más tarde hizo que se convirtiese al catolicismo, obteniendo así su nombre bautismal: Luciel. Cuando tenía 15 años, V le prometió una vida mejor para su hermano Saeran a cambio de que él empezase a trabajar como hacker y dejase atrás toda su vida. Su cumpleaños es el 11 de junio (al igual que su hermano gemelo) su signo del zodiaco es géminis.
Yoosung
Voz de: Kyuhyuk Sim
Yoosung Kim (김유성, Kim Yu-seong) es un estudiante universitario de 20 años adicto a un juego en línea llamado LOLOL (League of Loneliness of Life), parodia del MOBA League of Legends. Tal es su obsesión que es el segundo mejor clasificado en el servidor, con 707 batiéndolo y ocupando el primer puesto. Debido a su adicción no tiene tiempo para estudiar, a pesar de que es lo suficientemente inteligente como para conseguir una beca en su universidad, y una oferta de empleo de Jumin. Yoosung es también el primo de Rika, a la que admiraba y quería tanto que es incapaz de superar su muerte. 
Rika fue la persona que más influencia tuvo en Yoosung. Ella es también la razón por la cual está estudiando una carrera médica. La muerte de Rika fue tan dura para él que lo único que podía distraerlo y así no sentirse tan triste era el LOLOL. Debido a esto, al principio Yoosung compara todo el tiempo a la protagonista con Rika, puesto que la ve como un reemplazo de esta. 
En el After Ending del Día de San Valentín, Yoosung aparece más adulto, con el pelo más corto, sin sus horquillas y llevando las gafas rojas que la protagonista le regala en el after ending de la historia original. Su voz también es más profunda. Su cumpleaños es el 12 de marzo. 
Jaehee Kang
Voz de: Jeonghwa Yang
Jaehee Kang (강제희, Kang Je-hui) es actualmente la única mujer de RFA aparte de la protagonista. Tiene 25 años y es la asistente jefa en C&R Internacional, así como la ayudante personal de Jumin. Al principio parece una persona muy seria y además sospecha de la repentina y misteriosa aparición de la protagonista. A pesar de esto, Jaehee es, de hecho, una gran seguidora de Zen y su personalidad cambia cuando habla sobre él. Jumin suele explotarla con demasiado trabajo y también la hace cuidar de su gata Elizabeth III, incluso aunque ella odie que su casa se llene de pelo.
La madre de Jaehee se casó con un hombre que era veinte años mayor que ella y que además murió al poco tiempo. No mucho después de aquello, murió ella también, por lo que un familiar tuvo que hacerse cargo de la joven Jaehee, aunque de mala gana. Debido a esto, Jaehee tiende a no confiar en otras personas y también tiene miedo de dejar de trabajar para C&R Internacional y no volver a encontrar trabajo, no pudiendo seguir siendo independiente y teniendo que depender de otros. En su ruta empieza a interesarse especialmente por el café y quiere abrir su propia cafetería. Su cumpleaños es el 28 de diciembre
V
Voz de: Hosan Lee
V, cuyo nombre real es Jihyun Kim (김지현, Kim Ji-hyeon) es un fotógrafo de 27 años y amigo de Jumin desde la infancia. Era el prometido de Rika y, como Yoosung, lo pasó muy mal tras su muerte. No aparece en el chat a menudo y lleva gafas de sol para esconder sus ojos porque está perdiendo la vista. Rika, su ex-prometida, fue quien le destrozó los ojos. Sin embargo, V dice que ella podría hacer cualquier cosa que lo perjudicase pero él seguiría amándola con todo su corazón.Su cumpleaños es el 9 de septiembre.

### Otros personajes importantes
Rika
Voz de: Hyunjin Lee
Rika (리카) es amada por todos los miembros de RFA, la organización fundada por ella y por V. Cuando estaba viva quería hacer a todo el mundo feliz y por eso empezó a organizar fiestas caritativas. Parece ser que Rika sufría una enfermedad mental, que había ido a peor después de que su mascota Sally muriese atropellada debido a su ceguera. Más tarde se descubre que Rika en realidad no está muerta, sino que ha creado otra organización, o más bien una secta, llamada Mint Eye (Lit. Ojo Menta), que está detrás de RFA. Esta organización intenta robar los invitados de la fiesta de RFA para que pasen a formar parte de su culto. Rika quiere que todo el mundo sea feliz y por eso desea que vayan a Mint Eye, lo que ella clasifica como el "Paraíso". Su cumpleaños es el 3 de noviembre. 
Unknown
Voz de: Sujin Kang
Unknown (también Ray) es el hacker, miembro de Mint Eye, que dirige a la protagonista al apartamento de Rika. El jugador puede conseguir un final malo si en el prólogo rechaza ayudarlo o si finge no ver el código de seguridad que hay en el apartamento de Rika. Por alguna razón parece guardarle rencor a 707, y en la ruta de este se descubre que Unknown es en realidad su hermano gemelo, cuyo nombre real es Saeran Choi (최세란). Su cumpleaños es el 11 de junio y su signo zodiacal es géminis. 
Vanderwood
Voz de: Gyuchong Lee
Vanderwood (벤더우드) es otro agente secreto cuya tarea consiste en mantener a 707 trabajando todo el tiempo. Debido a esto, para que 707 no pare, a veces le limpia la casa. Vanderwood lleva consigo una pistola Taser y un diccionario de árabe debido a la seguridad de la puerta de 707. Al principio, Vanderwood se presenta como la sirvienta de 707 y, a pesar de su apariencia andrógina, casi siempre se refieren a ella en femenino tanto en el juego como en el artbook.

## Otras cosas de interés

### Música
El juego presenta dos canciones: el tema de apertura, cantado por Han y titulado Mysterious Messenger, y la canción final, interpretada por Han y Sirius y titulada Like the Sun in the Sky. Ambas piezas fueron compuestas por DoubleTO.
El juego también cuenta con aproximadamente 23 pistas de música de fondo, compuestas por Flaming Heart. Estas junto a la canción de apertura y la del final y las pistas de audios de la gente involucrada en el juego hablando sobre él, fueron recopiladas en un paquete especial del juego.

### Productos oficiales
A partir de junio de 2016, Cheritz dejó que se pudiese reservar un paquete de edición limitada del juego llamado paquete RFA VIP. El paquete contiene la banda sonora original del juego, 2 artbooks, tarjetas con los nombres de los personajes y 2 DVD con los actores de voz hablando sobre su experiencia poniéndole voz a los personajes. También contiene un número que sirve para desbloquear la afiliación VIP de RFA, con el que el jugador recibe 1000 relojes de arena y le es permitido pasar más rápido los chats que quieran.